# Medetera spinulicauda
Medetera spinulicauda är en tvåvingeart som beskrevs av Negrobov 1970. Medetera spinulicauda ingår i släktet Medetera och familjen styltflugor. Inga underarter finns listade i Catalogue of Life.